# Бољанић
Бољанић је насељено мјесто у граду Добој, Република Српска, БиХ. Према попису становништва из 2013. у насељу је живјело 1.737 становника.

## Географија
Бољанић је смјештен испод виса Гостиљ и удаљен је 15 километара од Добоја. Село је састављено од следећих засеока: Потоци, Брђани, Зорани, Клоч, Орашје и Конопљишта (до средине 80-их самостална мјесна заједница). Сусједна села су му Текућица, Карановац и Горња Пакленица. Са обронка Гостиља се распростиру насеља до ријеке Спрече.

## Историја
Пре Другог светског рата, село је припадало Срезу грачаничком, сматрали су га "најкултурнијим у долини Босне и Спрече".
У овом селу јула 1941. године, усташе су прво силовале и заклале једну жену, у њеној кући, чему је присуствовало четворо њене деце.
Бољанић данас припада граду Добој, а до распада Југославије се налазио у саставу општине Грачаница.

## Култура
У Бољанићу више од сто година постоји основна школа која сада носи назив „Петар Петровић Његош“. Насеље има српску православну цркву и своју парохију за чије је постојање везано име чувеног свештеничког рода Софренића. Бољанић је смјештен испод виса Гостиљ на ком се традиционално сваке године 11. септембра одржава манифестација „Дани чаја на Озрену“. Тог дана се бере трава ива која има љековита својства. О њеној љековитости свједочи у народу позната изрека „трава ива од мртва прави жива“. Бољанић је сједиште етно групе „Лоле“.

## Становништво
| Националност       | 1991.          | 1981.          | 1971.          | 1961. |
| Срби               | 2.220 (95,40%) | 2.304 (96,68%) | 2.433 (99,30%) |       |
| Југословени        | 30 (1,28%)     | 46 (1,93%)     | 2 (0,08%)      |       |
| Хрвати             | 7 (0,30%)      | 10 (0,41%)     | 10 (0,40%)     |       |
| Муслимани          | 1 (0,04%)      | 6 (0,25%)      | 2 (0,08%)      |       |
| остали и непознато | 69 (2,96%)     | 17 (0,71%)     | 3 (0,12%)      |       |
| Укупно             | 2.327          | 2.383          | 2.450          | '     |

| Демографија | Демографија | Демографија |
| Година      | Становника  | Становника  |
| ----------- | ----------- | ----------- |
| 1961.       | 2.367       |             |
| 1971.       | 2.450       |             |
| 1981.       | 2.383       |             |
| 1991.       | 2.321       |             |
| 2013.       | 1.737       |             |

## Знамените личности
- Тодор Панић, народни херој Југославије
- Драган Анић, атлетичар
- Петар Анић, атлетичар

## Галерија слика
- Црква Силаска Св. Духа, Бољанић (1)
- Црква Силаска Св. Духа, Бољанић (2)
- Црква Силаска Св. Духа, Бољанић (3)
- Црква Силаска Св. Духа, Бољанић (4)
- Црква Силаска Св. Духа, Бољанић (5)